# Yanceyville
Yanceyville é uma cidade  localizada no estado norte-americano de Carolina do Norte, no Condado de Caswell.

## Demografia
Segundo o censo norte-americano de 2000, a sua população era de 2091 habitantes.
Em 2006, foi estimada uma população de 2149, um aumento de 58 (2.8%).

## Geografia
De acordo com o United States Census Bureau tem uma área de
12,1 km², dos quais 12,0 km² cobertos por terra e 0,1 km² cobertos por água. Yanceyville localiza-se a aproximadamente 172 m acima do nível do mar.

## Localidades na vizinhança
O diagrama seguinte representa as localidades num raio de 32 km ao redor de Yanceyville.